# Wahlen zum Dáil Éireann 2024
- PBP–S: 3
- SF: 39
- GP: 1
- SD: 11
- LAB: 11
- Unabh.: 16
- 100%RDR: 1
- FF: 48
- FG: 38
- II: 4
- Aon: 2

Die  Wahlen zum Dáil Éireann 2024 fanden am 29. November 2024 statt. Dabei wurden die Abgeordneten des 34. Dáil, des Unterhauses des irischen Parlaments, gewählt. Ursprünglich war die Wahl für Februar 2025 geplant. Im April 2024 gab Premierminister Leo Varadkar (Taoiseach) sein Amt ab; Nachfolger Simon Harris beantragte die Auflösung des Parlaments, woraufhin der neue Wahltag bestimmt wurde.

## Wahlverfahren
Die Verfassung schreibt die Wahl durch übertragbare Einzelstimmgebung vor, wobei in jedem Wahlkreis mindestens drei Abgeordnete (Teachtaí Dála, TDs) gewählt werden müssen. Seit 1947 gibt es ausschließlich Wahlkreise mit drei bis fünf zu wählenden Abgeordneten. Aufgrund des Bevölkerungswachstums und diesbezüglicher Vorschriften der Verfassung erhöhte sich die Zahl der zu wählenden Abgeordneten. Nach Entscheidung der Wahlkommission 2023 wird der Dáil Éireann 174 Sitze haben, die in 43 Wahlkreisen gewählt werden. Bei der letzten Wahl 2020 waren 160 Abgeordnete in 39 Wahlkreisen gewählt worden.
Der bisherige Vorsitzende des irischen Unterhauses (Ceann Comhairle), Seán Ó Fearghaíl (Fianna Fáil), wird traditionell sein Mandat ohne Neuwahl behalten, sofern er keinen Verzicht erklärt.

## Ausgangslage
Bei den Wahlen 2020 wurde die links-nationalistische Sinn Féin mit Zugewinnen von 10 Prozentpunkten stimmenmäßig stärkste Kraft. Die Parteien Fianna Fáil und Fine Gael wurden mit Verlusten nur Zweit- und Drittplatzierte. Während die Labour Party zwei Prozentpunkte verlor, konnte die Green Party ihr Ergebnis von 2,7 % auf 7,1 % verbessern. Einen großen Stimmenanteil machten mit 12 Prozent die Unabhängigen aus.
Da die Parteien Fianna Fáil und Fine Gael beide eine Koalition mit Sinn Féin ausschlossen, kam es zu einer Koalition beider Mitte-Rechts-Parteien mit der Grünen Partei. Der Posten des Taoiseach wurde bis 2022 von Micheál Martin (FF) und anschließend von Leo Varadkar (FG) besetzt. Nach Varadkars Rücktritt am 9. April 2024 übernahm Simon Harris (FG) das Amt. Schon zur Amtsübergabe von Simon Harris gab es Forderungen nach einer vorgezogenen Wahl; am 8. November 2024 löste Präsident Michael D. Higgins auf den Antrag des Taoiseach den 33. Dáil auf.
Obwohl die Legislaturperiode des gewählten Parlaments noch bis März 2025 gedauert hätte, erklärten die Vorsitzenden der drei Regierungsparteien, Simon Harris (Fine Gael), Micheál Martin (Fianna Fáil) und Roderic O’Gorman (Green Party) am 21. Oktober 2024 ihre Absicht, vorzeitige Neuwahlen schon im laufenden Jahr 2024 abhalten zu lassen. Am 8. November 2024 löste Taoiseach Harris den Dáil Éireann auf und setzte eine Neuwahl für den 29. November 2024 an. Als einer der Gründe für den vorgezogenen Wahltermin wurden die günstigen Umfrageergebnisse für die Regierungsparteien vermutet. Die Oppositionspartei Sinn Féin war aufgrund mehrerer Skandale in ein Umfragetief gerutscht. Kurz vor der Ankündigung vom Oktober 2024 hatte die irische Regierung umfangreiche Steuererleichterungen und Anhebungen von Sozialleistungen beschlossen. Dies war möglich geworden, weil Irland insbesondere durch von der EU erzwungene umfangreiche Steuernachzahlungen der Firma Apple in Höhe von 14 Milliarden Euro einen Haushaltsüberschuss von 25 Milliarden Euro erzielt hatte.
Zu einem wesentlichen Wahlkampfthema wurde die Wohnungsknappheit. Irland hatte zwischen März und Dezember 2022 fast 68.000 ukrainische Flüchtlinge aufgenommen. Dies verschärfte die ohnehin schon angespannte Lage auf dem Wohnungsmarkt noch zusätzlich und führte zu gewalttätigen Protesten rechtsgerichteter Gruppen.

## Parteien und Kandidaten
| Partei/Bündnis | Partei/Bündnis                         | Vorsitzender      | Politische Ausrichtung                               | Europäische Partei              |
| -------------- | -------------------------------------- | ----------------- | ---------------------------------------------------- | ------------------------------- |
|                | Fine Gael (FG)                         | Simon Harris      | Christdemokratie, Liberaler Konservatismus           | EVP                             |
|                | Fianna Fáil (FF)                       | Micheál Martin    | Irischer Republikanismus, Liberaler Konservatismus   | ALDE                            |
|                | Sinn Féin (SF)                         | Mary Lou McDonald | Irischer Republikanismus, Demokratischer Sozialismus | Keine Mitglied GUE/NGL-Fraktion |
|                | Irish Labour Party (ILP/Lab)           | Ivana Bacik       | Sozialdemokratie                                     | SPE                             |
|                | People Before Profit/Solidarity (PBPS) | —                 | Demokratischer Sozialismus                           | Keine                           |
|                | Social Democrats (SD)                  | Holly Cairns      | Sozialdemokratie                                     | Keine                           |
|                | Green Party (GP)                       | Roderic O’Gorman  | Grüne Politik, Linksliberalismus                     | EGP                             |
|                | Independents 4 Change (I4C)            | -                 | Demokratischer Sozialismus                           | Keine                           |
|                | Aontú                                  | Peadar Tóibín     | Irischer Republikanismus, Konservatismus             | Keine                           |
|                | Independent Ireland                    | Michael Collins   | Nationalismus, Konservatismus                        | Keine Mitglied RE-Fraktion      |

siehe auch: 34. Dáil

## Umfragen

### Letzte Umfragen
| Institut                             | Datum      | SF     | FF     | FG     | GP    | LAB   | SD    | PBPS  | Aon   | Sonst. |
| ------------------------------------ | ---------- | ------ | ------ | ------ | ----- | ----- | ----- | ----- | ----- | ------ |
| Red C                                | 26.11.2024 | 20 %   | 21 %   | 20 %   | 4 %   | 4 %   | 6 %   | 2 %   | 4 %   | 19 %   |
| Ipsos                                | 23.11.2024 | 20 %   | 21 %   | 19 %   | 4 %   | 4 %   | 6 %   | 3 %   | 3 %   | 20 %   |
| Ireland Thinks                       | 22.11.2024 | 20 %   | 20 %   | 22 %   | 3 %   | 4 %   | 5 %   | 2 %   | 5 %   | 19 %   |
| Opinions                             | 13.11.2024 | 18 %   | 20 %   | 23 %   | 4 %   | 4 %   | 6 %   | 2 %   | 3 %   | 20 %   |
| Wahlen 2020                          | 08.02.2020 | 24,5 % | 22,2 % | 20,9 % | 7,1 % | 4,4 % | 2,9 % | 2,6 % | 1,9 % | 13,5 % |
| Quelle: Wahlumfragen auf politpro.eu |            |        |        |        |       |       |       |       |       |        |

### Ältere Umfragen
| Institut                     | Datum      | SF     | FF     | FG     | GP    | LAB   | SD    | PBPS  | Aon   | Sonst. |
| ---------------------------- | ---------- | ------ | ------ | ------ | ----- | ----- | ----- | ----- | ----- | ------ |
| Ireland Thinks               | 01.09.2023 | 33 %   | 18 %   | 21 %   | 2 %   | 3 %   | 6 %   | 3 %   | 2 %   | 10 %   |
| Ireland Thinks               | 05.08.2023 | 34 %   | 18 %   | 19 %   | 5 %   | 4 %   | 5 %   | 3 %   | 2 %   | 10 %   |
| Behaviour and Attitudes      | 12.07.2023 | 34 %   | 24 %   | 19 %   | 4 %   | 4 %   | 2 %   | 2 %   | 1 %   | 10 %   |
| Ireland Thinks               | 01.07.2023 | 31 %   | 19 %   | 19 %   | 3 %   | 2 %   | 6 %   | 4 %   | 3 %   | 13 %   |
| Red C                        | 23.06.2023 | 29 %   | 16 %   | 22 %   | 4 %   | 5 %   | 5 %   | 3 %   | 2 %   | 14 %   |
| Ipsos MRBI                   | 13.06.2023 | 31 %   | 21 %   | 18 %   | 4 %   | 4 %   | 5 %   | 2 %   | 1 %   | 14 %   |
| Ireland Thinks               | 02.06.2023 | 32 %   | 19 %   | 20 %   | 3 %   | 3 %   | 6 %   | 2 %   | 3 %   | 13 %   |
| Red C                        | 24.05.2023 | 34 %   | 15 %   | 20 %   | 4 %   | 4 %   | 6 %   | 3 %   | 1 %   | 13 %   |
| Behaviour and Attitudes      | 09.05.2023 | 35 %   | 22 %   | 17 %   | 5 %   | 4 %   | 3 %   | 1 %   | 1 %   | 12 %   |
| Ireland Thinks               | 06.05.2023 | 31 %   | 19 %   | 20 %   | 3 %   | 4 %   | 5 %   | 4 %   | 2 %   | 12 %   |
| Red C                        | 26.04.2023 | 31 %   | 16 %   | 22 %   | 4 %   | 4 %   | 5 %   | 2 %   | 2 %   | 14 %   |
| Behaviour and Attitudes      | 04.04.2023 | 37 %   | 21 %   | 15 %   | 6 %   | 4 %   | 4 %   | 2 %   | 2 %   | 8 %    |
| Ireland Thinks               | 01.04.2023 | 31 %   | 16 %   | 22 %   | 4 %   | 3 %   | 7 %   | 3 %   | 3 %   | 10 %   |
| Red C                        | 22.03.2023 | 31 %   | 15 %   | 22 %   | 3 %   | 4 %   | 6 %   | 3 %   | 2 %   | 14 %   |
| Behaviour and Attitudes      | 14.03.2023 | 32 %   | 20 %   | 23 %   | 5 %   | 5 %   | 4 %   | 2 %   | —     | 9 %    |
| Ireland Thinks               | 03.03.2023 | 29 %   | 19 %   | 21 %   | 4 %   | 3 %   | 9 %   | 2 %   | 3 %   | 10 %   |
| Red C                        | 22.02.2023 | 31 %   | 17 %   | 21 %   | 4 %   | 4 %   | 4 %   | 3 %   | 2 %   | 14 %   |
| Ipsos MRBI                   | 21.02.2023 | 35 %   | 18 %   | 22 %   | 4 %   | 4 %   | 2 %   | —     | —     | 16 %   |
| Behaviour and Attitudes      | 14.02.2023 | 31 %   | 24 %   | 23 %   | 5 %   | 5 %   | 2 %   | 1 %   | —     | 9 %    |
| Ireland Thinks               | 03.02.2023 | 31 %   | 18 %   | 22 %   | 4 %   | 4 %   | 4 %   | 3 %   | 4 %   | 10 %   |
| Red C                        | 31.01.2023 | 33 %   | 15 %   | 21 %   | 4 %   | 4 %   | 6 %   | 3 %   | 2 %   | 12 %   |
| Behaviour and Attitudes      | 22.01.2023 | 34 %   | 25 %   | 19 %   | 5 %   | 4 %   | 2 %   | 2 %   | 1 %   | 8 %    |
| Ireland Thinks               | 22.01.2023 | 32 %   | 16 %   | 25 %   | 4 %   | 3 %   | 3 %   | 4 %   | 3 %   | 10 %   |
| Red C                        | 30.11.2022 | 31 %   | 15 %   | 24 %   | 5 %   | 4 %   | 4 %   | 3 %   | 2 %   | 12 %   |
| Behaviour and Attitudes      | 15.11.2022 | 34 %   | 23 %   | 21 %   | 4 %   | 5 %   | 2 %   | 1 %   | 1 %   | 9 %    |
| Ireland Thinks               | 15.11.2022 | 34 %   | 17 %   | 21 %   | 3 %   | 3 %   | 4 %   | 5 %   | 4 %   | 9 %    |
| Ipsos MRBI                   | 15.11.2022 | 35 %   | 21 %   | 22 %   | 4 %   | 3 %   | 3 %   | 2 %   | 1 %   | 9 %    |
| Ireland Thinks               | 03.10.2022 | 37 %   | 17 %   | 21 %   | 4 %   | 3 %   | 3 %   | 4 %   | 3 %   | 8 %    |
| Ireland Thinks               | 09.09.2022 | 36 %   | 16 %   | 21 %   | 2 %   | 3 %   | 4 %   | 5 %   | 3 %   | 10 %   |
| Behaviour & Attitudes        | 31.08.2022 | 37 %   | 22 %   | 23 %   | 4 %   | 5 %   | 0 %   | 1 %   | 1 %   | 7 %    |
| Ipsos MRBI                   | 31.08.2022 | 36 %   | 20 %   | 18 %   | 3 %   | 4 %   | 2 %   | 3 %   | 1 %   | 13 %   |
| Red C                        | 26.06.2022 | 36 %   | 14 %   | 19 %   | 4 %   | 3 %   | 4 %   | 4 %   | 3 %   | 13 %   |
| Red C                        | 29.05.2022 | 36 %   | 15 %   | 20 %   | 5 %   | 3 %   | 4 %   | 3 %   | 2 %   | 12 %   |
| Red C                        | 27.02.2022 | 33 %   | 17 %   | 20 %   | 5 %   | 4 %   | 4 %   | 3 %   | —     | 14 %   |
| Behaviour & Attitudes        | 14.02.2022 | 34 %   | 25 %   | 20 %   | 5 %   | 4 %   | 2 %   | 1 %   | 0 %   | 9 %    |
| Ireland Thinks               | 07.02.2022 | 32 %   | 17 %   | 23 %   | 4 %   | 3 %   | 5 %   | 3 %   | 3 %   | 10 %   |
| Red C                        | 30.01.2022 | 33 %   | 15 %   | 21 %   | 6 %   | 4 %   | 5 %   | 2 %   | 2 %   | 12 %   |
| Behaviour & Attitudes        | 28.01.2022 | 34 %   | 24 %   | 22 %   | 3 %   | 4 %   | 1 %   | 2 %   | 0 %   | 10 %   |
| Ireland Thinks               | 12.01.2022 | 33 %   | 19 %   | 23 %   | 3 %   | 4 %   | 4 %   | 3 %   | 2 %   | 9 %    |
| Behaviour & Attitudes        | 12.12.2021 | 34 %   | 23 %   | 20 %   | 5 %   | 5 %   | 2 %   | 1 %   | 0 %   | 10 %   |
| Ireland Thinks               | 12.12.2021 | 31 %   | 17 %   | 25 %   | 4 %   | 4 %   | 3 %   | 4 %   | 3 %   | 9 %    |
| Wahlen zum Dáil Éireann 2020 | 08.02.2020 | 24,5 % | 22,2 % | 20,9 % | 7,1 % | 4,4 % | 2,9 % | 2,6 % | 1,9 % | 13,5 % |

## Gesamtergebnis

Stärkste Partei nach Erstpräferenz und Sitzverteilung in den Wahlkreisen

| Ergebnisse                                      | Ergebnisse                                                            | Ergebnisse                                                     | Ergebnisse           | Ergebnisse           | Ergebnisse              | Ergebnisse        | Ergebnisse   | Ergebnisse   | Ergebnisse | Ergebnisse           | Ergebnisse |
| Partei                                          | Partei                                                                | Vorsitzender                                                   | Stimmen 1. Präferenz | Stimmen 1. Präferenz | Stimmen 1. Präferenz    | Sitze             | Sitze        | Sitze        | Sitze      | Sitze                | Sitze      |
| Partei                                          | Partei                                                                | Vorsitzender                                                   | Zahl                 | Anteil               | +/-                     | Zahl Kandi- daten | Gewählt 2020 | Gewählt 2024 | +/-        | Anteil               |            |
| ----------------------------------------------- | --------------------------------------------------------------------- | -------------------------------------------------------------- | -------------------- | -------------------- | ----------------------- | ----------------- | ------------ | ------------ | ---------- | -------------------- | ---------- |
|                                                 | Fianna Fáil                                                           | Micheál Martin                                                 | 481.417              | 21,86 %              | ▼0,32 %                 | 82                | 37           | 47 1         | ▲10        | 27,01 %              |            |
|                                                 | Fine Gael                                                             | Simon Harris                                                   | 458.134              | 20,80 %              | ▼0,06 %                 | 80                | 35           | 38           | ▲3         | 21,84 %              |            |
|                                                 | Sinn Féin                                                             | Mary Lou McDonald                                              | 418.627              | 19,01 %              | ▼5,52 %                 | 71                | 37           | 39           | ▲2         | 22,41 %              |            |
|                                                 | Social Democrats                                                      | Holly Cairns                                                   | 106.028              | 4,81 %               | ▲1,91 %                 | 26                | 6            | 11           | ▲5         | 6,32 %               |            |
|                                                 | Irish Labour Party                                                    | Ivana Bacik                                                    | 102.457              | 4,65 %               | ▲0,27 %                 | 32                | 6            | 11           | ▲5         | 6,32 %               |            |
|                                                 | Aontú                                                                 | Peadar Tóibín                                                  | 86.134               | 3,91 %               | ▲2,01 %                 | 43                | 1            | 2            | ▲1         | 1,15 %               |            |
|                                                 | Independent Ireland                                                   | Michael Collins                                                | 78.276               | 3,55 %               | neu                     | 28                | —            | 4            | neu        | 2,30 %               |            |
|                                                 | Green Party                                                           | Roderic O’Gorman                                               | 66.911               | 3,04 %               | ▼4,09 %                 | 43                | 12           | 1            | ▼11        | 0,57 %               |            |
|                                                 | People Before Profit/Solidarity 2 • People Before Profit • Solidarity | kollektive Führung • Richard Boyd Barrett • kollektive Führung | 62.481 49.344 13.137 | 2,84 % 2,24 % 0,60 % | ▲0,21 % ▲0,40 % ▲0,01 % | 42 33 9           | 5 4 1        | 3 2 1        | ▼2 ▼2 ▬    | 1,72 % 1,15 % 0,57 % |            |
|                                                 | Irish Freedom Party                                                   | Hermann Kelly                                                  | 14.838               | 0,67 %               | ▲0,42 %                 | 16                | 0            | 0            | —          | —                    |            |
|                                                 | The Irish People 3                                                    | Anthony Cahill                                                 | 7.626                | 0,35 %               | neu                     | 21                | —            | 0            | neu        | —                    |            |
|                                                 | 100% Redress                                                          | Tomás Devine                                                   | 6.862                | 0,31 %               | neu                     | 1                 | —            | 1            | neu        | 0,57 %               |            |
|                                                 | National Party 3                                                      | umstritten                                                     | 6.511                | 0,30 %               | ▲0,08 %                 | 9                 | 0            | 0            | —          | —                    |            |
|                                                 | Independents 4 Change                                                 | —                                                              | 5.166                | 0,23 %               | ▼0,15 %                 | 3                 | 1            | 0            | ▼1         | —                    |            |
|                                                 | Ireland First 3                                                       | Derek Blighe                                                   | 3.339                | 0,15 %               | neu                     | 2                 | —            | 0            | neu        | —                    |            |
|                                                 | The Right To Change Party                                             | Joan Collins                                                   | 2.907                | 0,13 %               | neu                     | 1                 | —            | 0            | neu        | —                    |            |
|                                                 | Liberty Republic                                                      | Ben Gilroy                                                     | 1.936                | 0,09 %               | neu                     | 6                 | —            | 0            | neu        | —                    |            |
|                                                 | Party for Animal Welfare                                              | Darren Furlong                                                 | 884                  | 0,04 %               | neu                     | 3                 | —            | 0            | neu        | —                    |            |
|                                                 | Rabharta                                                              | Lorna Bogue                                                    | 626                  | 0,03 %               | neu                     | 3                 | —            | 0            | neu        | —                    |            |
|                                                 | Centre Party of Ireland 4                                             | Andrew Kelly                                                   | 548                  | 0,02 %               | ▼0,23 %                 | 3                 | 0            | 0            | —          | —                    |            |
|                                                 | Unabhängige                                                           | Unabhängige                                                    | 290.746              | 13,20 %              | ▲1,00 %                 | 171               | 19           | 16           | ▼3         | 9,19 %               |            |
|                                                 | Ceann Comhairle                                                       | Seán Ó Fearghaíl                                               | —                    | —                    | —                       | 1                 | 1            | 1            | ▬          | 0,57 %               |            |
| Gesamt                                          | Gesamt                                                                | Gesamt                                                         |                      | 100 %                | —                       | 686               | 160          | 174          | ▲14        | 100 %                |            |
|                                                 |                                                                       |                                                                |                      |                      |                         |                   |              |              |            |                      |            |
| Gültige Stimmen                                 |                                                                       |                                                                |                      |                      |                         |                   |              |              |            |                      |            |
| Ungültige und leere Stimmzettel                 |                                                                       |                                                                |                      |                      |                         |                   |              |              |            |                      |            |
| Abgegebene Stimmen                              | Abgegebene Stimmen                                                    | Abgegebene Stimmen                                             |                      | 100,00 %             |                         |                   |              |              |            |                      |            |
| Anzahl der Wahlberechtigten und Wahlbeteiligung | Anzahl der Wahlberechtigten und Wahlbeteiligung                       | Anzahl der Wahlberechtigten und Wahlbeteiligung                | 3.689.896            |                      |                         |                   |              |              |            |                      |            |